# بی چو (بازیکن فوتبال، زاده ۱۹۹۲)
بی چو (انگلیسی: Bicho؛ زادهٔ ۲ دسامبر ۱۹۹۲) بازیکن فوتبال اهل اسپانیا است.
از باشگاه‌هایی که در آن بازی کرده‌است می‌توان به باشگاه فوتبال خرز اشاره کرد.